# Бельский, Алексей Иванович
Алексе́й Ива́нович Бе́льский (1726, Санкт-Петербург — 21 мая [1 июня] 1796, Санкт-Петербург) — русский художник из династии Бельских, известных русских живописцев XVIII века; академик Императорской Академии художеств в Санкт-Петербурге.

## Биография
Алексей Бельский писал преимущественно пейзажи, аллегории и картины на исторические сюжеты. Будучи зачисленным в середине 1740-х годов вместе с братьями Иваном и Ефимом в Канцелярию от строений, учился у И. Я. Вишнякова и работал под руководством мастеров итальянского барокко Джироламо Бона, с 1747 года — Джузеппе Валериани и Антонио Перезинотти над росписями плафонов и десюдепортов в Ораниенбауме, Екатерининском дворце в Царском Селе (1753—1755), Большом Петергофском дворце и здании Зимнего дворца в столице (1765—1769). Вместе с братьями писал иконы для церкви Зимнего дворца (1764), Знамения Пресвятой Богородицы в Петергофе (1774), Рождества Христова в Рождественской слободе (1786) и для Троицкого собора Александро-Невской лавры (1790—1794) Расписывал Андреевскую церковь в Киеве.
Алексей и Иван Бельские указаны в реестре художников, командированных в 1762 году в Москву «по наряду» для расписывания Триумфальных арок, устроенных по случаю торжественного въезда на коронацию Екатерины II. На этом реестре рукой Якоба Штелина, руководившего устройством «художественной части» коронационных торжеств, сделана пометка напротив имени Алексея Ивановича: «хороший декоратор».
Алексей Бельский считался лучшим из братьев художником-декоратором. Он был также «аллегорическим живописцем» и мозаичистом. С 1768 года после смерти М. В. Ломоносова руководил «мозаической мастерской» Канцелярии от строений.
С середины 1760-х годов Алексей Бельский числился «назначенным художником». В 1764 году был избран академиком Императорской академии художеств. В 1771 году за серию из четырёх нравоучительных картин-панно, созданных для Императорского Воспитательного общества благородных девиц, получил премию от Академии в 70 рублей (панно хранятся в Русском музее в Санкт-Петербурге). В 1772 году Академия устроила А. И. Бельскому экзамен, по результатам которого Контора строительных дел произвела его в мастера, а в 1773 году на основании устава Академии Алексей Иванович Бельский со своим потомством получил вольность.

## «Нравоучительные картины-панно» для Императорского Воспитательного общества благородных девиц. 1771. Холст, масло. Государственный Русский музей, Санкт-Петербург

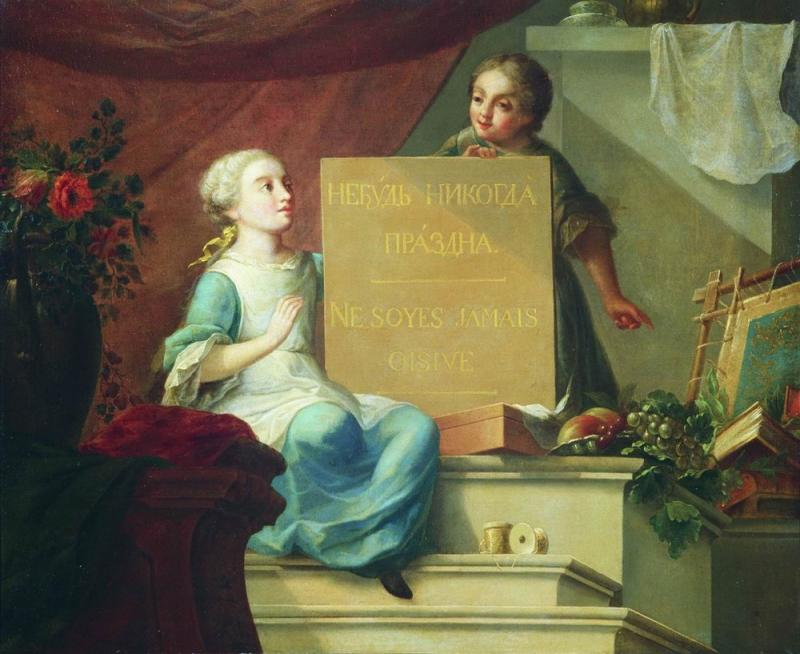
«Не будь никогда праздна»
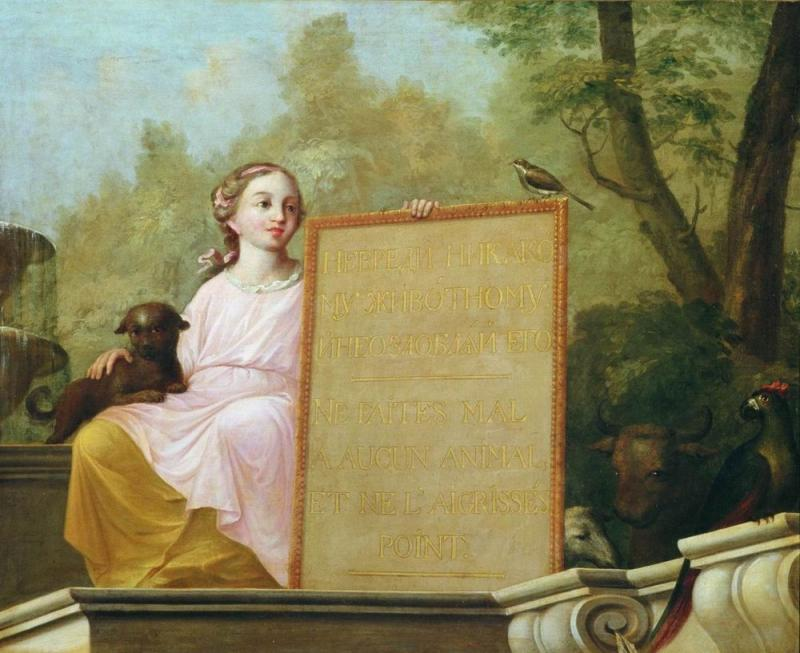
«Не вреди никакому животному и не озлобляй его»
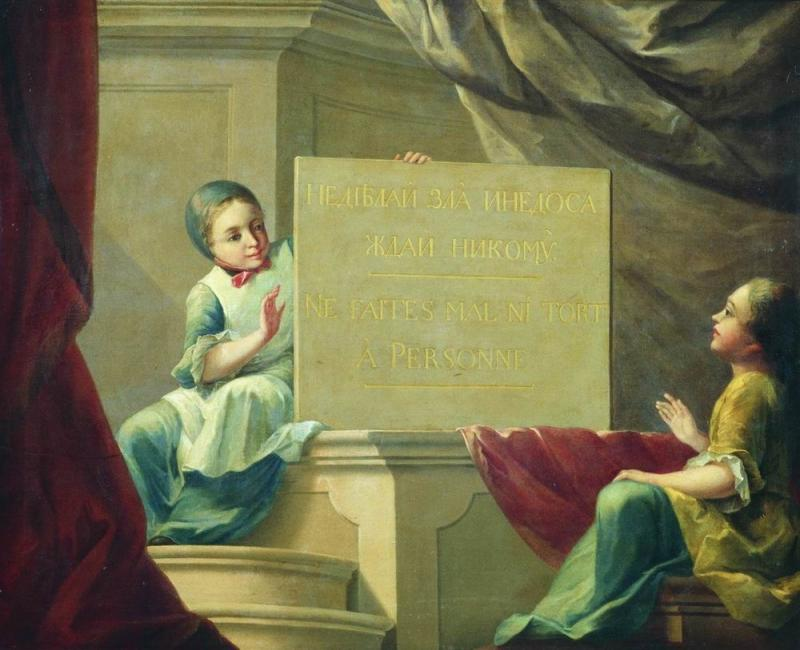
«Не делай зла и не досаждай никому»
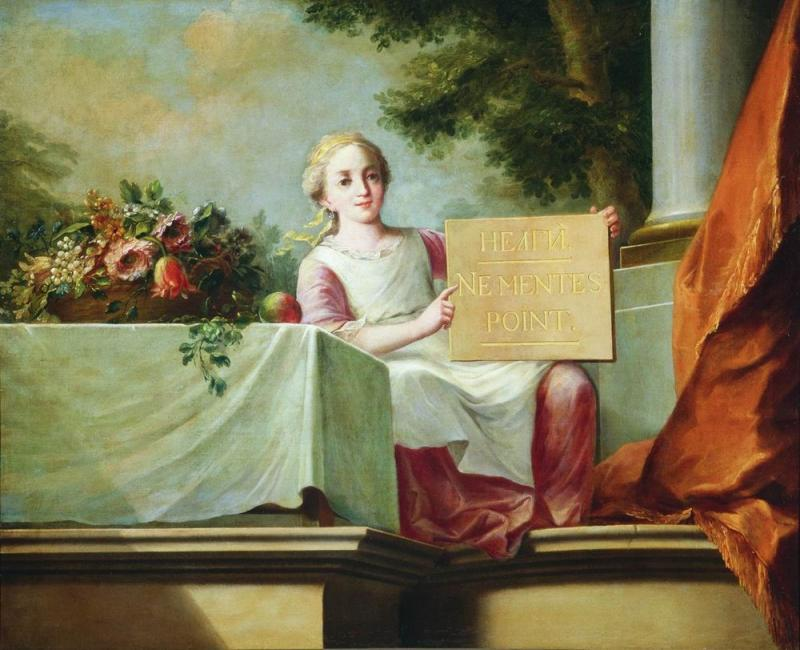
«Не лги»

## Другие произведения

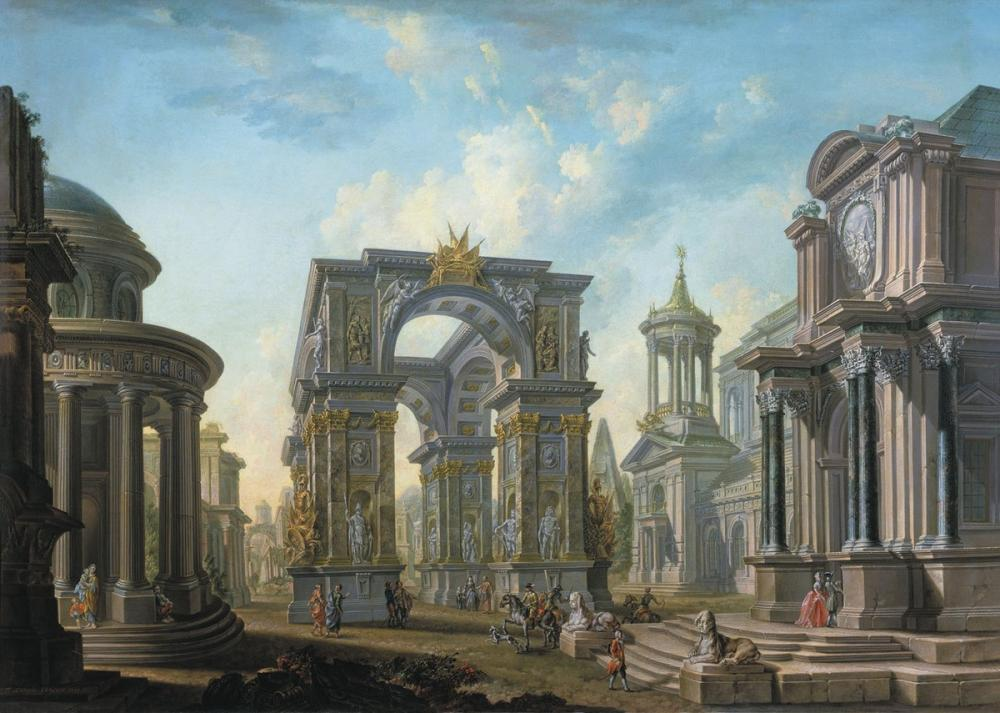
Архитектурный вид. 1792. Холст, масло. Государственный Русский музей, Санкт-Петербург
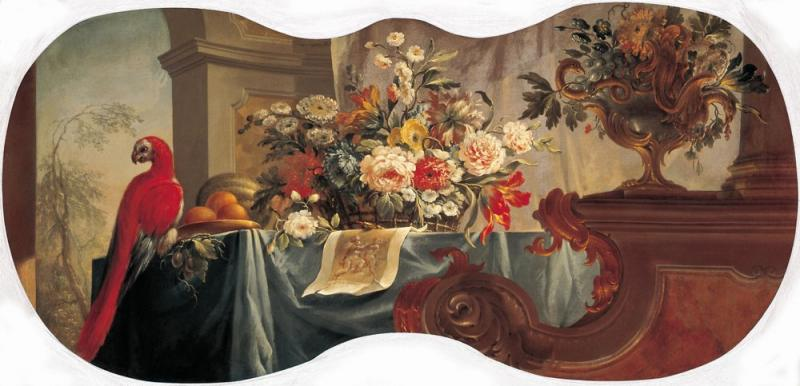
Цветы, фрукты и попугай. 1754. Холст, масло. Государственный Русский музей, Санкт-Петербург
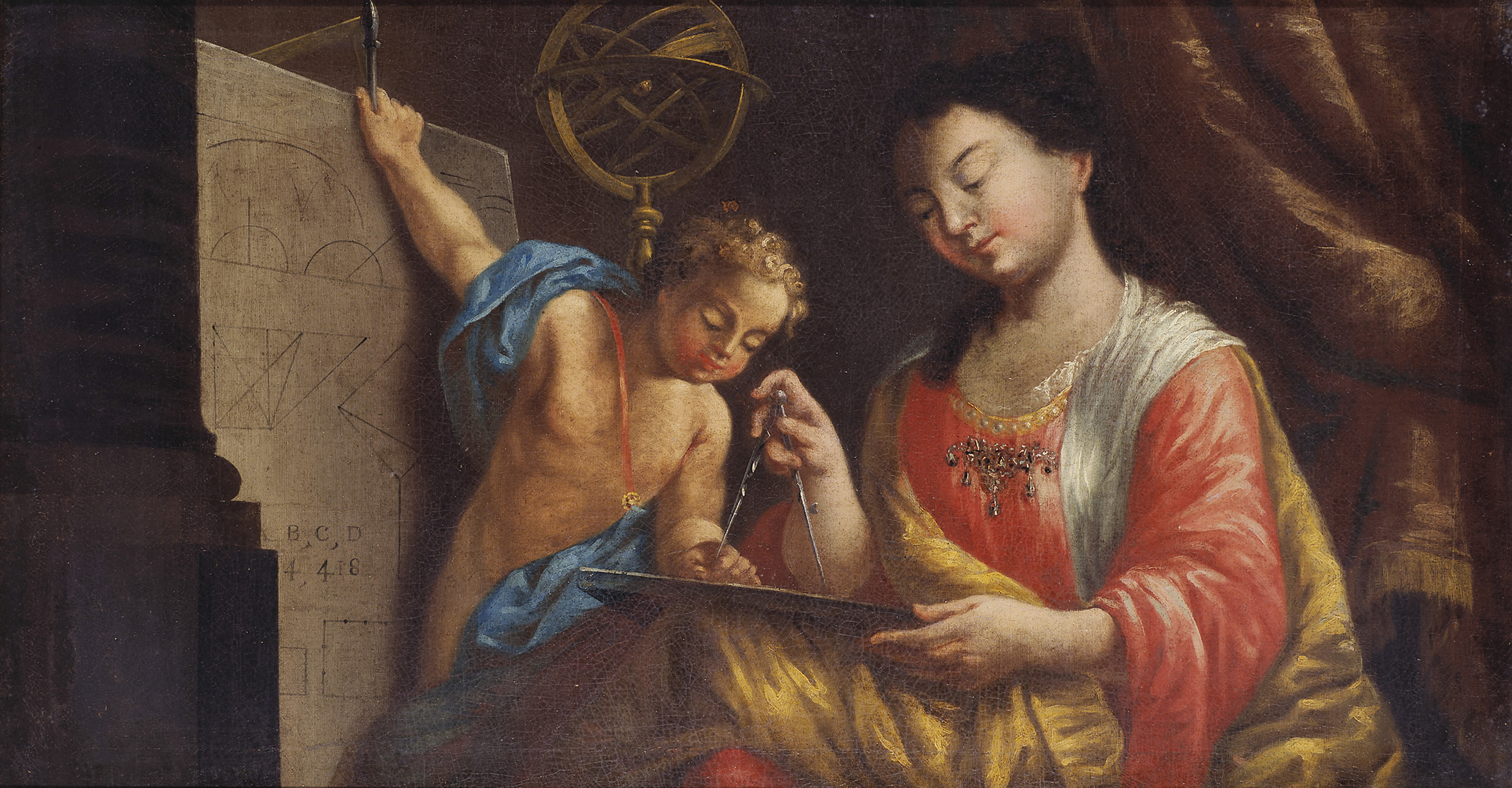
Аллегория астрономии. 1756. Холст, масло. Государственная Третьяковская галерея, Москва